# Ceracis bifurcus
Ceracis bifurcus es una especie de coleóptero de la familia Ciidae.

## Distribución geográfica
Habita en San Vicente y las Granadinas.